# Briga Alta
Briga Alta  (Ra Briga Âuta Brigasque, Briga Àuta in ligurisch) ist eine Gemeinde in der italienischen Provinz Cuneo (CN), Region Piemont.

## Lage und Einwohner
Briga Alta liegt 113 Straßenkilometer südlich von der Provinzhauptstadt Cuneo entfernt an der Grenze zu Frankreich. Sie ist räumlich in zwei Teile gegliedert und ist der südlichste Punkt des gesamten Piemont auf dem Monte Saccarello (2.200 m) an der Grenze zu Frankreich und Ligurien.
Der höchste Punkt im Gemeindegebiet ist der Punta Marguareis (2651 m), der höchste Berg der Ligurischen Alpen in unmittelbarer Nähe der Seealpen und des Naturpark Marguareis. Die Gemeinde  besteht aus den drei Fraktionen (Frazioni) Carnino, Piaggia (Hauptort) und Upega. Das Gemeindegebiet umfasst eine Fläche von 52,18 km² und hat nur 41 Einwohner (Stand 31. Dezember 2023). Briga Alta ist die am dünnsten besiedelte Gemeinde von ganz Italien.
Die Nachbargemeinden sind Chiusa di Pesio, Cosio di Arroscia, La Brigue, Limone Piemonte, Mendatica, Ormea, Roccaforte Mondovì, Tende und Triora.

### Bevölkerungsentwicklung
Seit der Volkszählung von 1871 hat die Gemeinde einen Rückgang der Wohnbevölkerung um 97 % zu verkraften.

## Geschichte

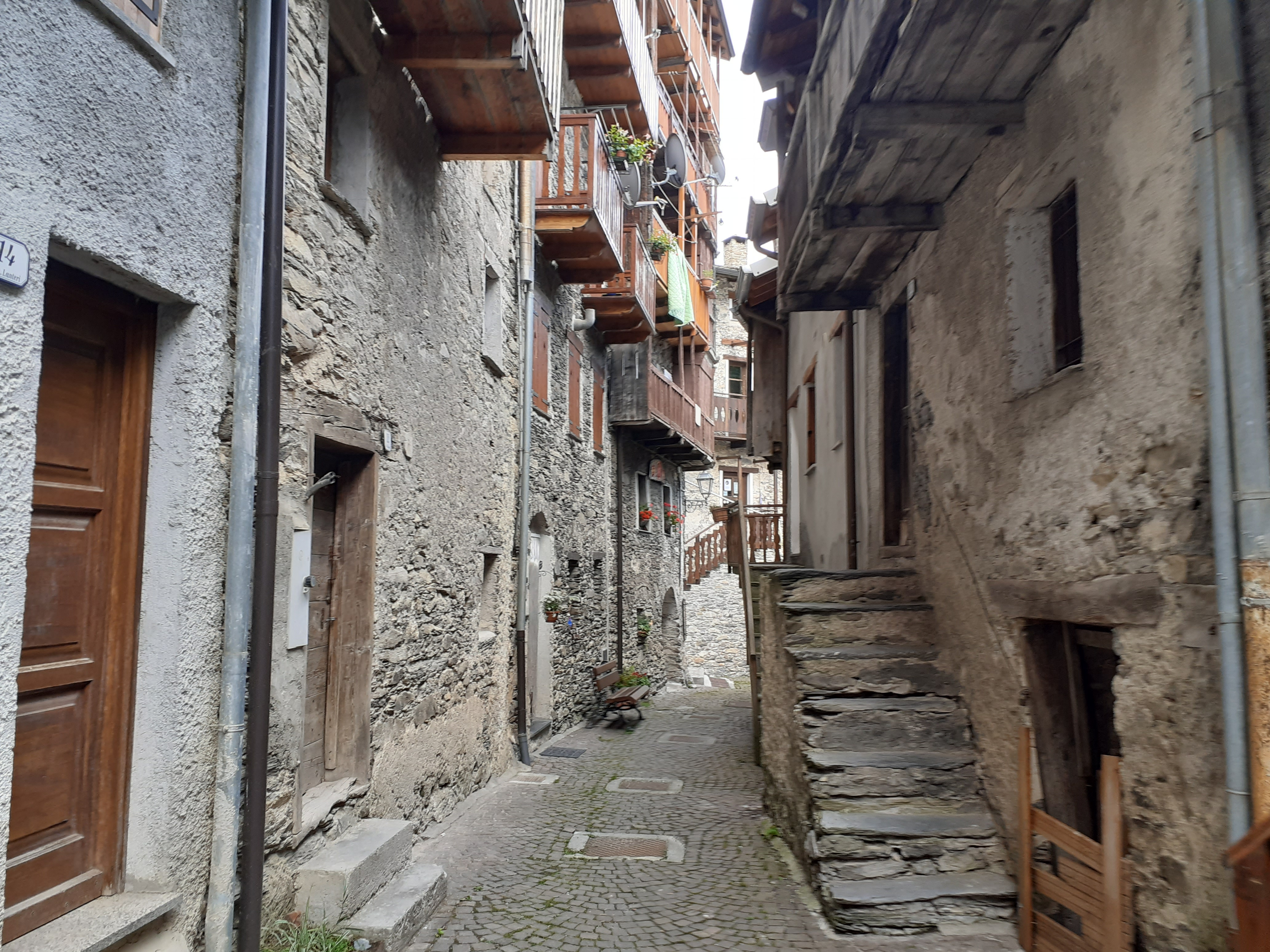
Ortsteil Upega

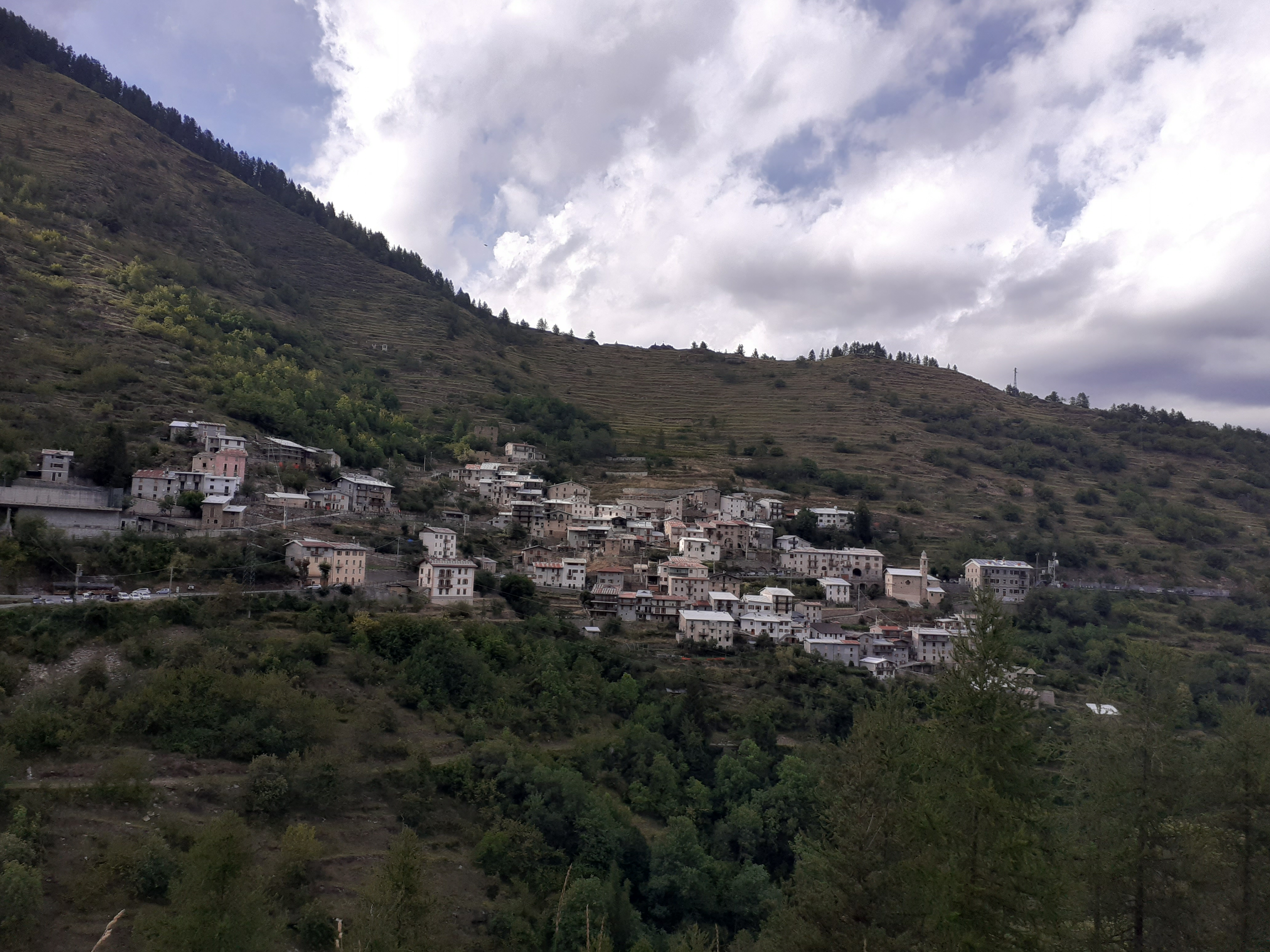
Piaggia, Hauptort von Briga Alta

Der Ortsname wird in einem Dokument vom Ende des 13. Jahrhunderts als „Briga“ erwähnt und leitet sich vom gleichnamigen keltischen Wort ab, das „Anhöhe“ bedeutet und sich eindeutig auf den Standort der Siedlung bezieht. Die Angabe „Hoch“ bezieht sich auf die durch den Pariser Vertrag von 1947 erreichte Aufteilung des Gebiets. Das Gebiet dieser Gemeinde ist das, was Italien von der früheren Briga Marittima verbleibt, die größtenteils an Frankreich abgetreten wurde.
Wie die umliegenden Städte geriet es im 13. Jahrhundert unter die Herrschaft der Familie Anjou, die über ein Jahrhundert lang die politische Szene in ihrer sogenannten „Grafschaft Piemont“ dominierte. Zur Zeit des Niedergangs der Anjou setzten sich die Savoyer im Kampf um den Erwerb der Ländereien der Grafschaft gegen die Viscontis und die Markgrafen von Monferrato und Saluzzo durch. Während der napoleonischen Zeit dem französischen Reich angegliedert, kehrte es mit dem Wiener Vertrag zum savoyischen Staat zurück und nahm an den jüngsten nationalen und internationalen Ereignissen teil.
Die Pfarrkirche San Giacomo und die Kirche Sant'Anna in Upega, und das der Madonna della Neve in Carnino sind historisch wertvolle Gebäude der Gemeinde.